# Forever Breathes the Lonely Word
Forever Breathes the Lonely Word es el sexto álbum de estudio de la banda británica de rock alternativo Felt, publicado en septiembre de 1986. Este es el primer álbum de Felt sin piezas instrumentales. La portada del álbum muestra al teclista Martin Duffy.
El álbum presenta el órgano de Duffy junto con dos guitarras, una a veces tocada por Lawrence. El órgano está en primer plano en la mezcla y crea un sonido completamente nuevo para la banda.
En un artículo de NME de 2011, Hamish MacBain dijo sobre el álbum que “Lawrence entregó su obra maestra” y lo describió como “el primer álbum de Creation verdaderamente clásico”.

## Recepción de la crítica
Quinn Moreland, escribiendo para Pitchfork, le dio una calificación de 9.3/10 y comentó: “Sin instrumentales que ocupen espacio, Forever Breathes the Lonely Word muestra el mejor lirismo de Lawrence. Cuenta historias de corazones cansados y anhelos melancólicos, de un mundo que ofrece poca esperanza y expresa dudas sobre la religión, la celebridad y la fe de todo tipo”. El añadió que el álbum “fue el mayor logro de Felt [...], pero era demasiado insular para colocarlo en un pedestal”. Concluyó: “Tras un disco lleno de calidez, Lawrence presenta un sonido parco que remite a los primeros discos de Felt. Mira fijamente la oscuridad y el misterio que se arremolinan a su alrededor y admite un sueño”. Jane Wilkes de Record Mirror dijo que Forever Breathes the Lonely Word “es un álbum de proporciones dinamiteras”.
Jeff Penczak de Soundblab declaró que «All the People I Like Are Those That Are Dead» es “un elogio lírico increíblemente conmovedor a los amigos ausentes” y “una de las canciones de media docena más grandiosas que Lawrence haya escrito jamás” Añadió: “El punto medio donde el respaldo musical tartamudea hasta convertirse en un silencio mínimo para que Lawrence repita el coro a capella es uno de los momentos más escalofriantes en su carrera y la de ellos. Simplemente brillante”.
En una reseña retrospectiva para AllMusic, Tim Sendra  escribió: “Después de un par de fracasos relativos y viajes secundarios, Forever Breathes the Lonely Word reafirma su grandeza y sería difícil encontrar dos álbumes mejores hechos en los años 1980”. Ian Canty de Louder than War comentó: “Forever Breathes the Lonely Word sigue siendo tan fresco, urgente y fascinante como uno podría desear, logrando el difícil truco de ser a la vez enigmático y accesible. [...] Esta fue una prueba consumada de que Felt podía sobrevivir y prosperar sin el maestro Maurice Deebank. Uno de los secretos mejor guardados de los 80 está listo para revelarte todo su esplendor aquí mismo”.

## Lista de canciones
Todas las canciones escritas y compuestas por Lawrence.
Lado uno
1. «Rain of Crystal Spires» – 3:57
2. «Down But Not Yet Out» – 3:40
3. «September Lady» – 3:47
4. «Grey Streets» – 3:49

Lado dos
1. «All the People I Like Are Those That Are Dead» – 5:13
2. «Gather Up Your Wings and Fly» – 3:57
3. «A Wave Crashed on Rocks» – 2:54
4. «Hours of Darkness Have Changed My Mind» – 4:47

## Créditos
Créditos adaptados desde las notas del álbum.
Felt
- Lawrence – voz principal, guitarra eléctrica
- Martin Duffy – órgano Hammond, piano, coros
- Marco Thomas – guitarra bajo, guitarra
- Gary Ainge – batería

Personal adicionales
- Tony Willé – guitarra eléctrica y acústica, coros
- Sarah & Yvonne – coros
- John A. Rivers – productor, coros
- Peter-Paul Hartnett – fotografía
- Shanghai Packaging Company – diseño de portada